# Полиция на Гърция
Гръцката полиция е създадена през 1984 година, при сливането на жандармерията и градската полиция.

## Задачи
- осигуряване на мир и ред, чрез упражняване на общи дейсвия на полицията, включително и за безопасността на движението;
- предотвратяване и борба с престъпността;
- защита на държавата и демократична форма на управление, чрез гарантиране на сигурността.

## Екип
Общият брой на служителите на реда е 55 000 души.

### Специално звено за борба с тероризма
Структурата е създадена през 1978 година, численост от 200 души.

### Гранична полиция
Основната задача на Граничната полиция е свързана с нелегалната имиграция.